# Omalodes angulatus
Omalodes angulatus är en skalbaggsart som först beskrevs av Fabricius 1801.  Omalodes angulatus ingår i släktet Omalodes och familjen stumpbaggar. Inga underarter finns listade i Catalogue of Life.